# Omphale lanceolata
Omphale lanceolata är en stekelart som beskrevs av Christer Hansson 1997. Omphale lanceolata ingår i släktet Omphale och familjen finglanssteklar. Inga underarter finns listade i Catalogue of Life.